# Propaganda branca

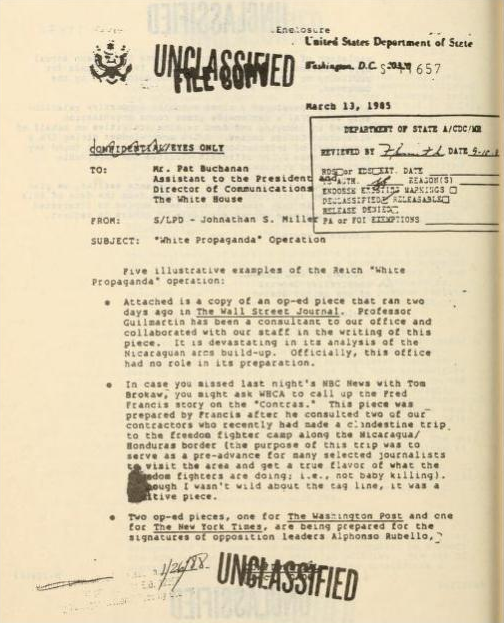
Um memorando do Departamento de Estado dos EUA enviado para Patrick Buchanan, discutindo sobre a "Propaganda Branca" de Otto Reich nos anos 1980

Propaganda branca é a propaganda que declara verdadeiramente a sua origem, sendo o tipo mais comum. Em geral, é produzida por uma fonte abertamente identificada e caracteriza-se por métodos mais sutis de persuasão do que a propaganda negra (que pretende se passar pelo lado oposto àquele que de fato a fabricou) e do que a propaganda cinza (que não possui autor ou fonte identificável). Tipicamente, utilizam-se técnicas padrões de relações públicas e apresenta-se só um lado de um argumento, apesar de que em alguns idiomas a palavra "propaganda" não tenha conotação negativa [carece de fontes?]. Uma tradução mais exata do vocábulo "propaganda" do russo, por exemplo, seria a "promoção" de uma opinião ou argumento. Jacques Ellul, em um dos livros mais importantes sobre o assunto, Propaganda: The Formation of Men's Attitudes, menciona a propaganda branca como um reconhecimento da consciência do público das tentativas que são feitas para influenciá-lo. A título de exemplo, em alguns estados existe um Ministro da Propaganda; em tal situação, admite-se que está sendo feito propaganda, que sua origem é conhecida e que seus objetivos e intenções são identificados. Contudo, no decorrer de uma campanha de propaganda, a propaganda branca pode servir para encobrir a propaganda negra, quando o propagandista busca mascarar a segunda.